# Fabio Pereyra
Fabio Jesús Pereyra (Federal, Entre Ríos, Argentina 31 de enero de 1990) es un futbolista argentino. Juega como defensor central y su equipo actual es Huracán de la Liga Profesional de Fútbol Argentino.

## Carrera
Empezó su carrera en las inferiores del Club Ateneo, antes de firmar con CAI del Torneo Argentino A donde jugó trece partidos en la temporada 2011–12 el cual terminó descendiendo. Siguió en el club por dos temporadas más, donde lograría el ascenso al Federal A y tendría mucha continuidad. Estuvo 3 años con CAI. 
El 30 de junio de 2014, Pereyra firmó para Tiro Federal del Torneo Federal A. Anotó su primer gol en su quinta aparición, igualando el marcador 1 a 1 ante Defensores de Belgrano. Luego firma para Independiente (Chivilcoy). Como en CAI, su primera temporada en el club termina con un descenso.

### San Jorge de Tucumán
En junio de 2016, Pereyra retorna al Torneo Federal A al firmar con San Jorge. Anotó un gol, ante Guaraní Antonio Franco el 4 de octubre de 2017, en cuarenta y cuatro apariciones in las competiciones  2016–17 y 2017–18.

### Arsenal de Sarandí
Pereyra se unió a Arsenal de Sarandí de la Primera B Nacional para disputar la temporada 2018–19, llegando como jugador libre y firmando por una temporada. Su debut profesional sería el 25 de agosto en un empate de local ante Gimnasia y Esgrima de Jujuy. A mediados del 2019 renueva por 2 años más. Lograría con Arsenal el ascenso a la Primera División al ser campeón en un desempate ante Sarmiento de Junín en cancha de Banfield. En la temporada 2019/20 fue habitual titular con Arsenal, jugando 23 partidos. Luego de 2 temporadas y media, el 21 de enero resciende su contrato con Arsenal de Sarandí.

### FBC Melgar
Luego de su desvinculación con Los del viaducto, el 27 de enero es oficializado como nueva contratación de FBC Melgar de cara al torneo local y la Copa Sudamericana 2021. Su hermano Javier Pereyra, quien jugó 3 años en Melgar fue quien le ayudó a tomar decisión. Llega para reemplazar en la defensa a su compatriota Hernan Pellerano, quien se marchó a San Martín de Tucumán.

### Huracán
El 15 de agosto de 2023, se convirtió en refuerzo de Huracán, de la Liga Profesional de Fútbol, donde firmó contrato hasta el 31 de diciembre de 2024.

## Clubes
| Club                      | País      | Año         |
| ------------------------- | --------- | ----------- |
| C.A.I.                    | Argentina | 2011 - 2014 |
| Tiro Federal              | Argentina | 2014        |
| Independiente (Chivilcoy) | Argentina | 2015 - 2016 |
| San Jorge de Tucumán      | Argentina | 2016 - 2018 |
| Arsenal de Sarandí        | Argentina | 2018 - 2020 |
| FBC Melgar                | Perú      | 2021        |
| Central Córdoba (SdE)     | Argentina | 2022 - 2023 |
| Huracán                   | Argentina | 2023 - Act. |

## Palmarés
| Título             | Club    | País      | Año     |
| ------------------ | ------- | --------- | ------- |
| Torneo Argentino B | C.A.I.  | Argentina | 2012-13 |
| Primera B Nacional | Arsenal | Argentina | 2018-19 |